# Klein Barkau
Klein Barkau – gmina w Niemczech, w kraju związkowym Szlezwik-Holsztyn, w powiecie Plön, organem nadrzędnym jest Urząd Preetz-Land.